# Oberscheinfeld

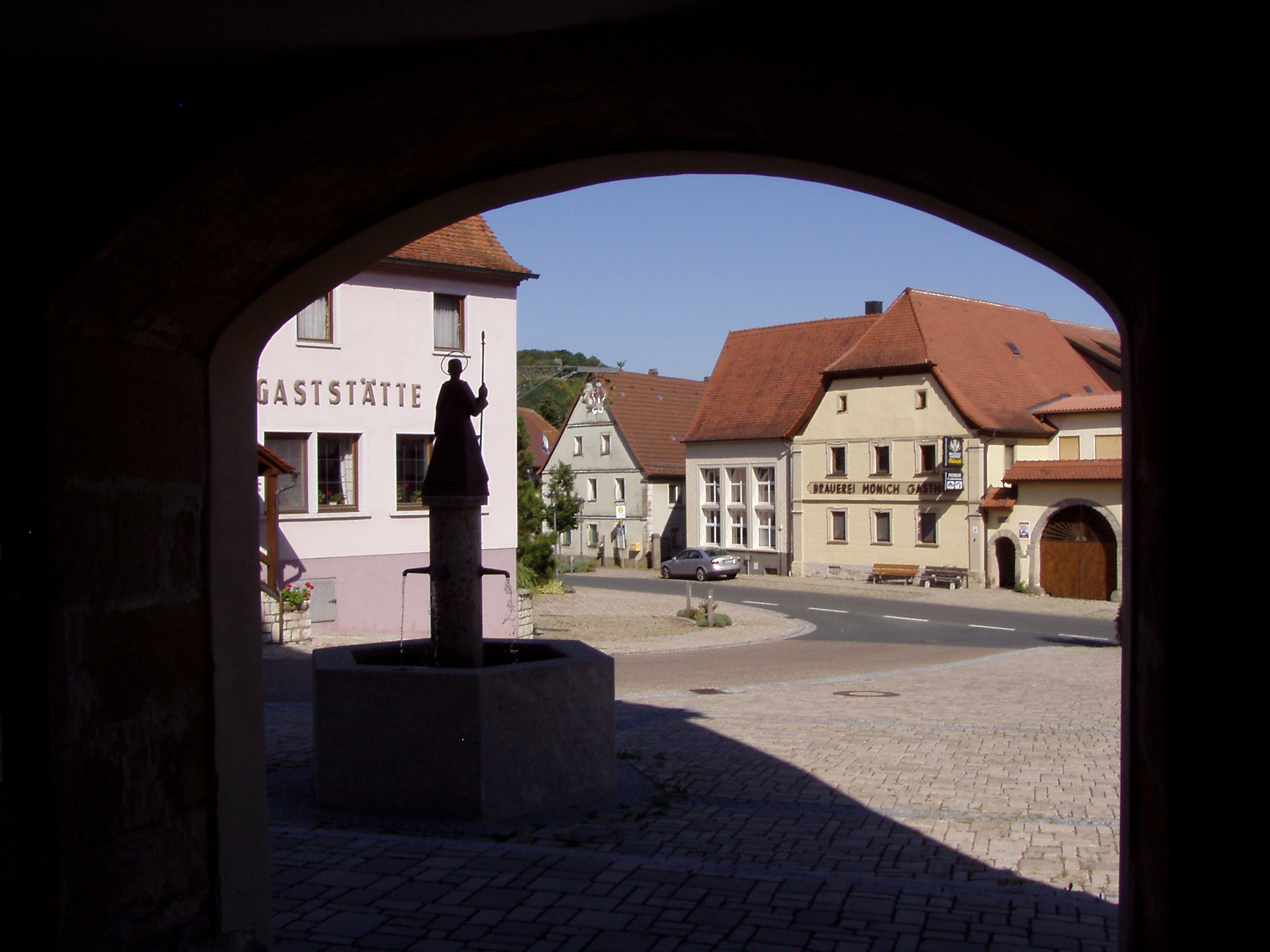
Marktplatz von Oberscheinfeld

Oberscheinfeld (fränkisch: Ouwa-schafld bzw. Ejba-schafld) ist ein Markt im Landkreis Neustadt an der Aisch-Bad Windsheim in Mittelfranken. Oberscheinfeld ist Mitglied der Verwaltungsgemeinschaft Scheinfeld.

## Geografie

### Lage
Der Markt liegt in der Mitte des südlichen Steigerwaldes an der Scheine.

### Gemeindegliederung
Es gibt 19 Gemeindeteile (in Klammern ist der Siedlungstyp angegeben):
- Appenfelden (Kirchdorf)
- Herper (Weiler)
- Herpersdorf (Dorf)
- Herrnberg (Einöde)
- Krettenbach (Dorf)
- Lohmühle (Einöde)
- Mannhof (Einöde)
- Oberambach (Dorf)
- Oberscheinfeld (Hauptort)
- Oefelesmühle (Einöde)
- Prühl (Kirchdorf)
- Prühlermühle (Einöde)
- Schloßmühle (Einöde)
- Schönaich (Weiler)
- Schönaichermühle (Einöde)
- Seufertshof (Einöde)
- Stierhöfstetten (Pfarrdorf)
- Ziegelhütte (Einöde)
- Ziegelmühle (Einöde)

Wasenmeisterei ist eine Wüstung auf dem Gemeindegebiet von Oberscheinfeld. Die Einöde war ein Gemeindeteil von Appenfelden.
Es gibt auf dem Gemeindegebiet die Gemarkungen Appenfelden, Herper, Herpersdorf, Krettenbach, Mannhofer Forst, Oberscheinfeld, Prühl, Schönaich und Stierhöfstetten. Die Gemarkung Oberscheinfeld hat eine Fläche von 14,416 km². Sie ist in 887 Flurstücke aufgeteilt, die eine durchschnittliche Fläche von 16252,84 m² haben. In ihr liegen neben dem namensgebenden Ort die Gemeindeteile Herrnberg, Schloßmühle, Seufertshof, Ziegelhütte und Ziegelmühle.

### Nachbargemeinden
Nachbargemeinden sind (von Norden beginnend im Uhrzeigersinn): Geiselwind, Burghaslach, Scheinfeld, Markt Bibart, Iphofen und Castell.

## Geschichte

### Besiedelung (6.–12. Jahrhundert)
Das obere Scheinefeld wurde wahrscheinlich bereits während der fränkischen Landnahme im 6. Jahrhundert von ripuarischen Franken besiedelt. Seinen Namen verdankt Oberscheinfeld vermutlich einem fränkischen Edelfreien namens Scego oder Skago, der die Ansiedlung oberhalb des Zusammenflusses der beiden Gebirgsbäche Krettenbach und Prühlbach gegründet hat. Ein in circa eineinhalb Kilometer nordöstlich des Marktfleckens gelegener Bergsporn des Steigerwaldes wurde bald nach 1100 dazu ausersehen, eine neue Burg zu tragen, weil das Gelände am Fuß des Berges von hier aus gut einzusehen und leicht zu verteidigen war. Deshalb bestand an dieser Stelle bereits im frühen Mittelalter eine Art Festung. Hier residierte im 12. Jahrhundert nachweislich das Frankengeschlecht derer von Scheinfeld unter den unterschiedlichen Namen wie Scegevelt (1114), Segefelt (1151), oder Sheigenvelt (um 1186) u. a. m. Die Familie der Edelherren von Scheinfeld ist seit 2008 ansatzweise erforscht und über vier Generationen urkundlich von etwa 1117 bis 1258 nachweisbar.

### Exklave des Bistums Bamberg (1202–1802)
Über die Stammburg Oberscheinfeld existiert aus der Zeit der Gründer nur eine undatierte Urkunde des Burgherren Friedrichs III. Damals verpfändete er vor dem Aufbruch zum Kreuzzug 1197 seinen Stammsitz mit acht Wachtplätzen für ein Darlehen an das Hochstift Bamberg.
Nach dem Tod seines Sohnes Friedrichs IV. fiel die Burg und das zugehörige Angerdorf im Tal an das Bistum Bamberg, wobei der genaue Zeitpunkt unklar bleibt. Denn zunächst war seine Witwe mit dem benachbarten Edelherrn Wasmut von Speckfeld verheiratet, der aber bald nach 1263 ebenfalls kinderlos starb. Und wenige Jahre später beanspruchten die Grafen von Castell in ihrer Erbteilung um 1267 Wälder bei Schwarzenberg und Scheinfeld. Von nun an war Oberscheinfeld mit der Veste Scheinfeld, wie Scharfeneck bis ins 16. Jahrhundert genannt wurde, ein Bamberger Lehen. Seine geografische Insellage zwischen Würzburgischen, Schwarzenbergischen, Castellischen, Limpurg-Speckfeldschen und Ritterschaftlichen Gebieten machten den Ort mit seiner Burg zu einer Bambergischen Exklave. Das Oberscheinfelder Amt war kontinuierlich mit Bamberger Dienstleuten besetzt. Bereits im Jahre 1313 wird als erster Amtmann ein Ritter Konrad Zollner genannt. Danach wechselten die Adelsfamilien, die Oberscheinfeld verwalteten: Dachsbach, Muffelger, Eyb, Kappel (1536 ausgestorben – danach fiel Oberscheinfeld an Bamberg zurück), Wenkheim, Wertheim oder Vestenberg. Erst am Ende des 17. Jahrhunderts gab es in Oberscheinfeld auch bürgerliche Amtmänner aus Bamberg.
Auf die Dimensionen und das Aussehen der Burganlage vor dem 13. Jahrhundert gibt es keine konkreten Hinweise. Auch von der 1504 erwähnten Katharinenkapelle auf dem Schlossberg fehlt jede Spur. Vermutlich wurden nach Auflassung der Burg die Steine von Oberscheinfelder Bauern zur Befestigung ihrer Häuser abgetragen. Nachdem die Burg bereits zu Beginn des 16. Jahrhunderts als baufällig („ein öd schlos trob“) bezeichnet worden war, schritten die Bamberger Amtmänner um das Jahr 1545 zum Abbruch und bauten mit den Steinen unten, nahe der Ortsmitte von Oberscheinfeld, ein neues, bequemeres Schloss. Nur der zwischen 1220 und 1235 errichtete Bergfried blieb als Ausguck auf dem Schlossberg zurück.
Im Jahre 1339 erscheint die Burg im Bamberger Burghutverzeichnis, als Johann von Dachsbach, Vogt und Ritter von Scheinfeld, eine Herdstätte „hinter dem Turm“ samt Weinstöcken verliehen bekam. Das heißt, dass es auch „vor dem Turm“ eine Herdstätte (ein Gebäude) gegeben haben muss. Der Amtssitz war mit zwei Türmern, zwei Wächtern, einem Pförtner und dem residenzpflichtigen Amtmann besetzt. Ihm standen Einkünfte wie Naturalien, Geld und Frondienste aus genau bezeichneten Anwesen in der Umgebung zu. Neben den Gerichts- und Verwaltungsaufgaben hatte er für die Verteidigung und die Instandsetzung der Burg zu sorgen.
Vor allem die Baulasten scheinen einen Großteil der Einnahmen aufgezehrt zu haben. Als Bischof Lambrecht von Brunn im Jahre 1393 die Veste Scheinfeld dem Domherrn Graf Albrecht von Wertheim verschrieb, machte er dem neuen Besitzer zur Auflage, in den kommenden sechs Jahren 400 Gulden in die baufällige Anlage zu investieren, dafür aber keinesfalls die „eingehörigen Güter zu schädigen oder die Wälder abzuholzen“. Gleichwohl konnten sich die von den Oberscheinfeldern erwirtschafteten Einkünfte durchaus sehen lassen: Aus dem Rechtsbuch des Bamberger Bischofs Friedrich von Hohenlohe aus dem Jahre 1348 geht hervor, dass Oberscheinfeld reichliche Abgaben nach Bamberg leistete. So bezog allein der Bischof Einkünfte aus zwei Oberscheinfelder Mühlen, zehn Hofreiten (areae), zwei Häusern (domus), einem Wirtshaus (taberna), und einer Badstube (stupa balnearis). Krettenbach brachte Einkünfte aus vier Huben (mansus), Herpersdorf aus sechs und einer Mühle, Oberambach aus neun Huben.
Während des Dreißigjährigen Kriegs wurde Oberscheinfeld oft überfallen. Allein im Jahre 1631 wurde das Dorf ab dem Herbst des Jahres achtzehn oder einundzwanzig Mal von den Schweden geplündert. Von Oberambach heißt es im Jahr 1644, dass „derzeit niemand (hier) hauset, stehet ganz ödt, seindt die heüßer theyls abgeprant und theyls eingefallen“. Erst ab 1659 konnte der Wiederaufbau beginnen. Das total verwüstete Herper wurde ab 1696 von Grund auf erneuert. Ebenso erging es der Ziegelhütte (1720) und dem während des Krieges vernichteten Herrenberger Hof, der bis 1766 brach lag. Auch im Ortskern von Oberscheinfeld normalisierte sich das Leben nur allmählich. Jedoch wurden sowohl die Schule als auch die Pfarrei, die seit der ersten Hälfte des 15. Jahrhunderts bestanden hatte, rasch wiederbesetzt. Das Kirchengebäude selbst konnte erst nach langwierigen Reparaturarbeiten im Jahre 1691 neu geweiht werden.
In den Kriegswirren verlor Oberscheinfeld sein Marktrecht. Erst mit einer Urkunde vom 9. März 1716 wurde es durch Lothar Franz von Schönborn, den Fürstbischof zu Würzburg und Bamberg, wiederhergestellt. Damit erhielt Oberscheinfeld die Erlaubnis, viermal im Jahr und zwar am ersten Sonntag Oculi, am 3. Pfingsttag, zum Fest Jacobi und am Sonntag Luciae je einen Markt abzuhalten. Ein Markttag kam später noch hinzu. Auch das Handwerk trug jetzt immer mehr zum wachsenden Wohlstand der Gemeinde bei. Deshalb bedurfte es einer Zunftordnung, die Lothar Franz von Schönborn schon im Jahre 1711 erlassen hatte.
Nachdem das Bamberger Bistum im Siebenjährigen Krieg an der Seite Österreichs gegen Preußen kämpfte, wurde die Oberscheinfelder Exklave am 20. Mai 1759 von preußischen Truppen überfallen und geplündert. Nach dem verlorenen Krieg 1763 geriet das Hochstift in eine schwierige Finanzlage, die es durch Hebung der Einnahmen zu beseitigen suchte. Im Zuge dieser Bestrebungen verlieh auch der Bamberger Bischof Adam Friedrich von Seinsheim im Jahre 1777 den Oberscheinfeldern das Recht, einen eigenen Viehmarkt abzuhalten. Jedoch brachten die letzten Jahre des 18. Jahrhunderts keine finanzielle Entlastung seiner Finanzen, da es nach der französischen Revolution in die Koalitionskriege gegen Napoleon hineingezogen wurde.

### Unter bayerischer Flagge
Im Zuge der Säkularisation musste der Bamberger Fürstbischof abdanken und Oberscheinfeld wurde 1802 kurbairisch. Im Jahre 1804 vom preußischen Fürstentum Bayreuth übernommen, kam der Markt nach dem Tilsiter Frieden 1807 unter französische Militärverwaltung. Am 30. Juni 1810 verkaufte Napoleon das Fürstentum für 15 Millionen Francs an den bayerischen König. Damit wurde Oberscheinfeld endgültig bayerisch.
Als die bayrische Finanzadministration den Oberscheinfelder Wald an einen Bamberger Stadtrat verkaufte, schlossen sich 44 Oberscheinfelder zu einer Waldgesellschaft zusammen, der es gelang, den Wald in den Jahren zwischen 1815 und 1817 zurückzukaufen. Der Gesellschaftervertrag besagte, dass ein Weiterverkauf der Waldgebiete an Externe ausgeschlossen ist. Seit diesem Vertrag befindet sich der Wald in Oberscheinfelder Besitz.
Im Rahmen des Gemeindeedikts wurde der Steuerdistrikt Oberscheinfeld gebildet. Zu diesem gehörten Herpersdorf, Herrnberg, Oberambach, Oefelesmühle, Schloßmühle, Schönaich, Ziegelhütte und Ziegelmühle. Infolge des Zweiten Gemeindeedikts (1818) entstand die Ruralgemeinde Oberscheinfeld mit den Orten Herpersdorf, Herrnberg, Krettenbach, Oberambach, Oefelesmühle, Schloßmühle, Schönaich, Schönaichermühle, Ziegelhütte und Ziegelmühle. Sie war in Verwaltung und Gerichtsbarkeit dem Landgericht Markt Bibart zugeordnet und in der Finanzverwaltung zunächst dem Rentamt Scheinfeld, nach dessen Auflösung im Jahr 1818 dem Rentamt Iphofen. Vor 1836 kamen Birklingen und Seufertshof von der Gemeinde Ziegenbach hinzu. Vor 1846 entstanden die Gemeinden Birklingen, Herpersdorf (mit Oberambach und Oefelesmühle) und Krettenbach (mit Schönaich und Schönaichermühle). Die Gemeinde Oberscheinfeld bestand nun aus den Orten Herrnberg, Schloßmühle, Seufertshof, Ziegelhütte und Ziegelmühle. 1852 kam Oberscheinfeld an das Landgericht Scheinfeld. Für die Verwaltung war ab 1862 das Bezirksamt Scheinfeld zuständig (1939 in Landkreis Scheinfeld umbenannt) und für die Finanzverwaltung ab 1879 das Rentamt Markt Bibart (1919–1929: Finanzamt Markt Bibart, von 1929 bis 1972: Finanzamt Neustadt an der Aisch, seit 1972: Finanzamt Uffenheim). Die Gerichtsbarkeit blieb bis 1879 beim Landgericht Scheinfeld, von 1880 bis 1973 war das Amtsgericht Scheinfeld zuständig, seitdem ist es das Amtsgericht Neustadt an der Aisch. 1964 hatte die Gemeinde eine Gebietsfläche von 14,134 km².

### Erster und Zweiter Weltkrieg
Etwa 100 Oberscheinfelder fielen dem Ersten Weltkrieg und Zweiten Weltkrieg zum Opfer.
1945 enthob die amerikanische Militärregierung den nationalsozialistisch belasteten Bürgermeister seines Amts und ernannte einen Landwirt zum neuen Amtschef, der kurz darauf demokratisch bestätigt wurde. Dessen Aufgabe war es zunächst, die Evakuierten, Kriegsflüchtlinge und Heimatvertriebenen aus dem deutschen Osten im Ort menschenwürdig unterzubringen und zu verpflegen. Der Markt Oberscheinfeld nahm in dieser Zeit 693 „Neubürger“ auf. Diese Integrationsleistung gelang erstaunlich geräuschlos. Nach 1950 ging die Bevölkerungszahl langsam wieder auf den Vorkriegsstand zurück, da die meisten Zugereisten inzwischen Arbeit und Brot in anderen Teilen der noch jungen Bundesrepublik Deutschland gefunden hatten und weggezogen waren.

### Eingemeindungen
Mit einer Gebietsreform in Bayern sollten ab 1970 in ganz Bayern leistungsfähigere Gemeinden und Landkreise geschaffen werden. Für den Markt Oberscheinfeld bedeutete dies eine Stärkung der Steuerkraft und die Vergrößerung seiner Fläche auf mehr als 42 km². Am 1. Januar 1972 wurden die bis dahin selbständigen Gemeinden Appenfelden, Herpersdorf, Krettenbach, Prühl und Stierhöfstetten eingegliedert. Hauptort ist seither Oberscheinfeld.

### Einwohnerentwicklung
Im Zeitraum 1988 bis 2018 sank die Einwohnerzahl von 1199 auf 1137 um 62 Einwohner bzw. um 5,2 %.
Gemeinde Oberscheinfeld
| Jahr      | 1818   | 1840   | 1852   | 1861   | 1867   | 1871   | 1875   | 1880   | 1885   | 1890   | 1895   | 1900   | 1905   | 1910   | 1919   | 1925   | 1933   | 1939   | 1946   | 1950   | 1961   | 1970   | 1987   | 2007   | 2010   | 2015   | 2022   |
| Einwohner | 715    | 364    | 396    | 419    | 449    | 443    | 454    | 442    | 436    | 407    | 429    | 423    | 400    | 394    | 428    | 421    | 404    | 404    | 557    | 496    | 372    | 408    | 1205   | 1270   | 1216   | 1144   | 1121   |
| Häuser    | 151    | 71     |        |        |        | 64     |        |        | 66     | 65     |        | 65     |        |        |        | 61     |        |        |        | 69     | 71     |        | 142    |        |        | 397    | 404    |
| Quelle    | [ 19 ] | [ 25 ] | [ 26 ] | [ 26 ] | [ 27 ] | [ 28 ] | [ 29 ] | [ 30 ] | [ 31 ] | [ 32 ] | [ 33 ] | [ 26 ] | [ 34 ] | [ 26 ] | [ 35 ] | [ 26 ] | [ 36 ] | [ 26 ] | [ 26 ] | [ 37 ] | [ 22 ] | [ 38 ] | [ 39 ] | [ 40 ] | [ 40 ] | [ 40 ] | [ 41 ] |

Ort Oberscheinfeld
| Jahr      | 1818   | 1840   | 1861   | 1871   | 1885   | 1900   | 1925   | 1950   | 1961   | 1970   | 1987   | 2014   |
| Einwohner | 325    | 323    | 396    | 396    | 381    | 380    | 371    | 450    | 338    | 376    | 494    | 453    |
| Häuser    | 71     | 65     |        |        | 60     | 59     | 55     | 63     | 65     |        | 142    |        |
| Quelle    | [ 19 ] | [ 25 ] | [ 27 ] | [ 29 ] | [ 32 ] | [ 34 ] | [ 36 ] | [ 37 ] | [ 22 ] | [ 38 ] | [ 39 ] | [ 42 ] |

### Gemeindeteile

#### Appenfelden
Das mittelalterliche Kirchdorf wurde vermutlich an der Wende des 10. zum 11. Jahrhundert von dem fränkischen Adeligen Appo gegründet, dessen Felder der Ortschaft den Namen gaben. Urkundlich wurde Appenfelden jedoch erst am Anfang des 14. Jahrhunderts mit der Verleihung des Zehnten an einen Ulricus Bebendorfer durch den Würzburger Bischof Gottfried von Hohenlohe erwähnt. Im Verlauf von 300 Jahren wechselten die Besitzverhältnisse in Appenfelden mehrmals zwischen Würzburg, Vestenberg und Bamberg, bis große Teile des Ortes im Jahre 1668 an das Geschlecht der Schwarzenberger kamen, die dort schon seit längerer Zeit die Gerichtsbarkeit ausgeübt hatten.
Ursprünglich der Kirchengemeinde Kirchrimbach zugehörig, kamen die Appenfeldener Katholiken nach der Reformation nach Burghaslach. Im 17. Jahrhundert teilte der katholische Fürst von Schwarzenberg die Gemeinde der Pfarrei Geiselwind zu. Nachdem sich die Gemeindemitglieder auf einer Anhöhe nördlich des Dorfes eine kleine Kirche gebaut hatten, erhielten sie im Jahre 1775 auch eine eigene Kaplanei mit Sitz in Geiselwind. Seit 1851 werden von dort aus die katholischen Gemeindemitglieder von Burghöchstadt, Oberrimbach und Rosenbirkach betreut.

#### Herper
Einen Kilometer nördlich von Stierhöfstetten liegt der Weiler Herper oberhalb des Höllengrundbaches. Den Ort gibt es wahrscheinlich seit der Mitte des vergangenen Jahrtausends. Sein Name Herper (= Herberge) weist auf ein Gasthaus hin, das möglicherweise an dieser Stelle den Reisenden offenstand, die den Scheine-Krettenbachgrund aufwärts gingen, um zu jener Hochstraße zu gelangen, die vom Maintal in den Aischgrund führte und deshalb noch heute Klosterweg heißt.
Erstmals urkundlich erwähnt wird Herper im Jahre 1588, als der Ministeriale Hans Fuchs von Dornheim zu Wiesentheid sechs Hofstätten, vier Lehensleute und etliche Feldlehen gegen den Castell-Rüdenhausenern gehörenden hohen Wildbann auf der Wiesentheider Markung tauschte. Von nun an war der Ort castellisch, was zur Folge hatte, dass Herper von seiner Dorfherrschaft auch nach der totalen Zerstörung während des Dreißigjährigen Krieges so weit „in Schuss“ gehalten wurde, bis der Wiederaufbau eines kleinen Schlossgutes möglich war (1696).

#### Herpersdorf
Das Dorf liegt zwei Kilometer südöstlich von Oberscheinfeld links und rechts der Scheine. Beide Siedlungen sind durch zwei Brücken miteinander verbunden. Erstmals urkundlich erwähnt wurde Herpersdorf als „villa hartwigesdorf“ – eine Gründung des fränkischen Adeligen Hartwig – im Jahre 1258 bei einer Teilung der Grafschaft Castell. 1348 besaß der Bamberger Bischof Friedrich I. von Hohenlohe in Herpersdorf eine Mühle, drei Huben (mansus), zwei Lehen sowie einige Feldlehen, deren Erträge er zum Unterhalt der Burg Scharfeneck bestimmt hatte. Diese Bindung an das bambergische Amt Oberscheinfeld blieb bis zum Ende der fürstbischöflichen Regentschaft im Jahre 1802 bestehen.
Da Herpersdorf über keine eigene Kirche verfügte, besuchten die Gläubigen zunächst den Gottesdienst im benachbarten Schnodsenbach (heute zu Scheinfeld gehörend). Seit Mitte des 17. Jahrhunderts sind die Herpersdorfer Katholiken nach Oberscheinfeld gepfarrt.

#### Herrnberg
Nur einen Kilometer westlich von Schönaich liegen zwei Anwesen auf dem 362 m hohen Enzlaer Bergrücken. Die „Herrnberg“ genannte Einöde gehörte von Anfang an zum bambergischen Oberscheinfeld, auch wenn sie teilweise dem Augustiner Chorherrenstift Birklingen abgabepflichtig und bis zum Dreißigjährigen Krieg nach Iphofen gepfarrt war. Noch während des verheerenden „Schwedenkrieges“ wurde Herrnberg zunächst nach Stierhöfstetten und später nach Oberscheinfeld umgepfarrt, obwohl oder gerade weil die beiden Anwesen total zerstört waren. Bis zum Wiederaufbau im Jahre 1766 wurden die Herrnberger Felder von den Bauern des zwei Kilometer entfernten Anwesens Mannhof instand gehalten.

#### Krettenbach
Der nur wenig mehr als 20 Häuser umfassende Gemeindeteil liegt etwas abseits der Straße von Oberscheinfeld nach Greuth am Kröten- bzw. Krettenbach. Am südwestlichen Ortsausgang von Krettenbach steht eine stattliche Rosskastanie, deren Alter schlecht feststellbar ist. Sie wurde in das Verzeichnis der Naturdenkmäler des Landkreises aufgenommen.
Im Kalender des Bamberger Domkapitels wurde der kleine Ort erstmals im Jahre 1172 als Krötenbach genannt und ist damit neben Oberscheinfeld der älteste beurkundete Ort der Umgebung. Bischof Friedrich von Hohenlohe bestimmte im 14. Jahrhundert die Krettenbacher Einkünfte aus drei Huben (mansus) und einem Lehen zum Unterhalt des Amtes Oberscheinfeld. Diese Regelung bestand bis zur Abdankung des Bamberger Fürstbischofs im Jahre 1802. Die zuständige Pfarrei ist bis heute das protestantische Stierhöfstetten.

#### Oberambach
Südwestlich von Oberscheinfeld – durch einen Bergrücken getrennt – liegt das Haufendorf Oberambach, das seinen Namen „Anbuch“ vermutlich von einem Buchenwald herleitet, der einem gewissen Onno gehört haben soll. Die Ortschaft gehörte schon früh (14. Jahrhundert) zum bambergischen Besitz, aus dessen Einkünften das Oberscheinfelder Amt unterhalten wurde. Für die Gerichtsbarkeit war Oberscheinfeld ebenso zuständig wie für die Seelsorge der kleinen Gemeinde. Das gilt auch heute noch, obgleich die Oberambacher seit dem Jahre 1882 eine eigene Kapelle in der Dorfmitte unterhalten, in der viermal im Jahr ein Gottesdienst stattfindet.

#### Prühl
Drei Kilometer nördlich des Marktes Oberscheinfeld liegt sein zweitgrößter Gemeindeteil am Ende der so genannten Prühler Bucht, die im Westen vom Roten Hörnle, Rothenberg, Heuberg und Steinberg, im Norden vom Herbertsberg und im Osten von Hasenberg, Prühler Berg und Mühlberg umschlossen wird. Von hier aus führt die Straße steil bergauf direkt in den Forst des Steigerwaldes hinein.
Bereits im Jahre 1258 waren die Grafen von Castell in Prühl begütert. Danach – etwa ab 1345 – herrschten hier ähnlich zersplitterte und verstreute Besitzverhältnisses wie im benachbarten Appenfelden, bevor im 15. und 16. Jahrhundert eine endgültige Klärung eintrat: Nachdem Würzburg einen Teil seiner Güter an Schwarzenberg abgetreten hatte, nahmen diese das Gebiet als Centherren von Castell zu Lehen. Der andere Teil des Dorfes stand dem bambergischen Centamt Oberscheinfeld zur Unterhaltung der Burg Scharfeneck zu. Beide Herrschaften stellten im Jahre 1575 eine gemeinschaftliche Dorfordnung für Prühl auf, die bis zum Ende des 19. Jahrhunderts bestand.
Die kirchlichen Verhältnisse waren noch komplizierter: Nachdem das Dorf bereits im Jahre 1398 ein eigenes Gotteshaus besaß, entschied der Würzburger Bischof knapp hundert Jahre später, dass „die Kirche zu Hofstetten (Stierhöfstetten) die armen Leut in Brühl“ mitzuversorgen hätten. Diese Maßnahme bewirkte z. B., dass Würzburg zusammen mit Schwarzenberg während des Dreißigjährigen Krieges für kurze Zeit einen katholischen Pfarrer bestellte. Wenig später ging die Kirchenherrschaft an das protestantische Castell über, wobei Prühl eine Filiale von Castell-Rüdenhausen wurde. Schließlich – im Jahre 1739 – kam die Gemeinde an die ebenfalls protestantische Pfarrei Stierhöfstetten, wo sie bis heute blieb.

#### Schönaich
Der Weiler Schönaich liegt zwei Kilometer südwestlich von der Ortsmitte am Schön(e)bach. Seit seiner Gründung im 14. Jahrhundert ist er „das Dorf zu den schönen Eichen“ geblieben, wie es der nördlich gelegene Laubwald noch heute anzeigt. Der Würzburger Bischof Gottfried von Hohenlohe hatte damals dem Ministerialen Albert Fuchs vier Huben zu Lehen gegeben. Kurze Zeit später gelangten die Nürnberger Burggrafen über eine Casteller Lehenschaft in einen Teilbesitz des Ortes. Im 16. Jahrhundert einigten sich Bamberg und Castell auf eine Arrondierung ihrer Herrschaftsgebiete, wonach das bambergische Hochstift bis zu seinem Ende im Jahre 1802 neben der Centgerichtsbarkeit einige Feldlehen in Schönaich besaß, während die Vogtei dem Amt Castell gehörte.

#### Stierhöfstetten
Das am Zusammenfluss des Schwarzbaches mit dem Buchbach zum Krettenbach gelegene Stierhöfstetten entwickelte sich vermutlich im 11. Jahrhundert aus einigen Höfen mit Stallungen. Davon rührt wohl auch sein Name Höfstetten her, den der Ort zunächst bis ins 16. Jahrhundert hinein führte. Später kam dann der Name „Stier“ hinzu, den eine noch heute dort ansässige, angesehene Familie führte. Die Oberscheinfelder jedoch ignorierten den komplizierten Begriff bis auf den heutigen Tag und bezeichneten das Dorf in ihrem fränkischen Idiom als „Höschti“.
Urkundlich zum ersten Mal erwähnt wird Stierhöfstetten im Jahre 1231, als ein Conrad von Speckfeld als würzburgisch-hennebergischer Lehensträger auftritt. 1306 verpfändet Graf Heinrich von Castell einem Grafen Boppo von Eberstein Güter und Gefälle. Weitere Casteller Anteile gelangten an die Nürnberger Burggrafen (Zollern) und bildeten später den Grundstock des brandenburg-ansbachischen Dorfteils. Daneben tauchen im Rechtsbuch des Bamberger Bischofs Friedrich von Hohenlohe die Herren von Dachsbach als Lehensträger der Burg Scharfeneck auf, gefolgt von all jenen, die dort bambergische Amtsleute waren. Das Burghutlehen umfasste einen Hof und vier Sölden und verblieb auch gerichtlich in Oberscheinfeld, während Brandenburg-Ansbach die Gerichtshoheit über seine Untertanen in Stierhöfstetten innehatte.
Ähnlich kompliziert waren die kirchlichen Verhältnisse in Stierhöfstetten: Der Ort hatte zwar schon im Hochmittelalter eine eigene Kirche, wie der Kirchenpatron St. Sixtus bezeugt. Aber erst im Jahre 1477 bestimmte der Würzburger Bischof, dass der Pfarrer von Einersheim „weiterhin einen Kaplan in das Dorf setzen müsse“ – ein Zeichen dafür, dass es eine einheitliche Pfarrei gegeben haben muss. Nach der Reformation – Stierhöfstetten wurde erst im Jahre 1546 evangelisch-lutherisch – betreute die Pfarrei die Glaubensbrüder in Prühl, Herper, Krettenbach und Schönaich.

### Einwohnerentwicklung
Im Zeitraum 1988 bis 2018 sank die Einwohnerzahl von 1199 auf 1137 um 62 Einwohner bzw. um 5,2 %.

## Politik

### Marktgemeinderat
Die Kommunalwahlen ab 2002 führten zu den folgenden Sitzverteilungen im Marktgemeinderat:
| Partei                               | 2002 | 2008 | 2014 | 2020 |
| ------------------------------------ | ---- | ---- | ---- | ---- |
| CSU/Bürgerblock                      | 4    | 5    | 4    | 3    |
| Freie Wähler                         | 4    | 4    | 3    | 4    |
| Wählergemeinschaft Prühl             | 2    | 2    | 2    | 2    |
| Wählerliste Oberambach-Herpersdorf   | 1    | 1    | 1    | 2    |
| Freie Wählergemeinschaft Appenfelden | 1    |      | 2    | 1    |
| Gesamt                               | 12   | 12   | 12   | 12   |

### Wappen

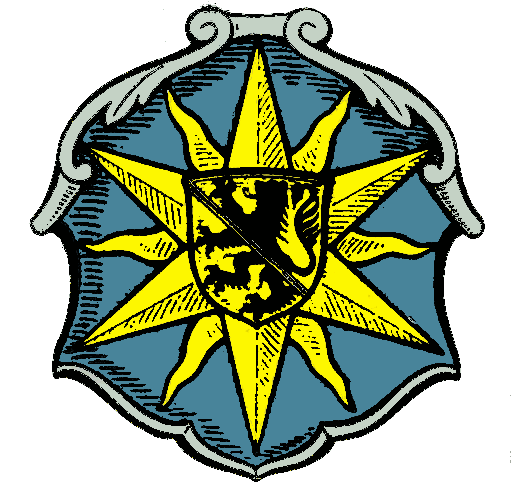
Wappen von 1938

| Wappen von Oberscheinfeld | Blasonierung: „In Blau die strahlende goldene Sonne mit sechs Zacken, in der Mitte belegt mit einem goldenen Schildchen, darin ein mit einer silbernen Schrägleiste überdeckter, rot bewehrter schwarzer Löwe.“ |
| Wappen von Oberscheinfeld | Wappenbegründung: Das Wappen wurde nach Mitteilung des Bayerischen Hauptstaatsarchivs bereits im Jahre 1603 mit der sechszackigen Sonne verwendet, weshalb es vom Reichsstatthalter in Bayern, Ritter Freiherr Franz von Epp, der Gemeinde Oberscheinfeld am 6. August 1938 erneut verliehen wurde. Mit Gemeinderatsbeschluss vom 29. Oktober 2013 wurde das „moderne“ Wappen mit der 16-strahligen Sonne als alleiniges Wappen der Gemeinde bestimmt. |

Eine Gemeindeflagge gibt es nicht.

## Religionen
Die ehemaligen Gemeinden Oberscheinfeld und Appenfelden, Herpersdorf sind römisch-katholisch geprägt und nach St. Gallus (Oberscheinfeld) gepfarrt. In Appenfelden gibt die katholische Kuratiekirche St. Michael. Die ehemaligen Gemeinden Krettenbach, Prühl und Stierhöfstetten sind evangelisch-lutherisch geprägt. Es gibt hier die Evangelische Kirche Prühl und die Pfarrkirche St. Sixtus (Stierhöfstetten).

## Kultur und Sehenswürdigkeiten

### Blaskapelle Oberscheinfeld
Die Anfänge der Oberscheinfelder Blaskapelle lassen sich bis ins späte 18. Jahrhundert zurückverfolgen. Aus den Jahren 1793 und 1797 befinden sich noch heute einige Kirchenmusikstücke im Original im Kirchenarchiv. Darüber hinaus gibt es Gemeindekassenbelege aus dem 19. Jahrhundert über Ausgaben für Musiker.
Nach dem Ersten Weltkrieg formierte sich die Oberscheinfelder Kapelle neu. Ein Bericht über einen Heimkehrergottesdienst in Scheinfeld im Jahre 1919 erwähnt eine „acht Mann starke, tüchtige Oberscheinfelder Musikkapelle“. Während des Zweiten Weltkriegs auf drei Musiker geschrumpft, erlebte die Kapelle ab 1947/48 einen neuen Aufschwung. Mit bis zu 17 Musikern konnte musikalisch an die Vorkriegszeit angeknüpft werden.
Im Oktober 1977 wurde die Musikkapelle unter dem Namen „Blaskapelle Oberscheinfeld“ gegründet. Unter der Leitung von Edgar Nitsche wurden in den folgenden Jahren zahlreiche junge Nachwuchsmusiker ausgebildet, die teilweise in die Blaskapelle aufgenommen wurden. Die nunmehr in einheitlicher Tracht auftretenden Musiker wurden zunehmend auf fränkischen und bayerischen Musikfesten bekannt. 1987 erhielt die Kapelle als erste im Landkreis Neustadt an der Aisch-Bad Windsheim die Pro-Musica-Plakette „für (weit über) 100jährige Tradition Oberscheinfelder Kirchen- und Dorfmusik“.
Die Aufwendungen für die musikalische Umrahmung der Hagelfeiertagsprozession wird von der Gemeinde Oberscheinfeld getragen, da es sich um einen gemeindlichen Feiertag handelt.
Darüber hinaus ist die Blaskapelle ein integraler Bestandteil des jährlich stattfindenden Oberscheinfelder Waldfests zu Fuße der Ruine Scharfeneck.

### Bau- und Bodendenkmäler

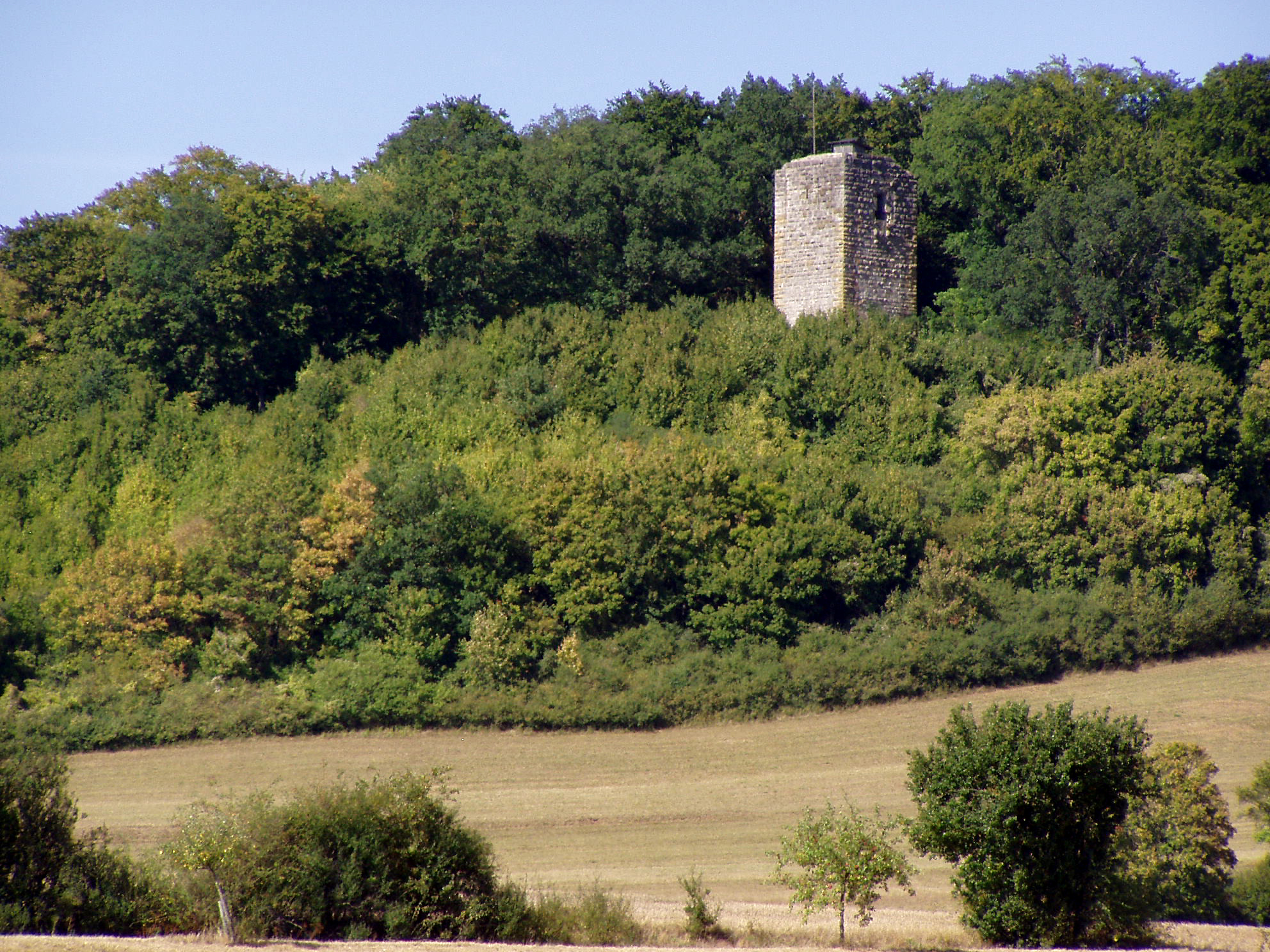
Burgruine Scharfeneck auf dem Schlossberg

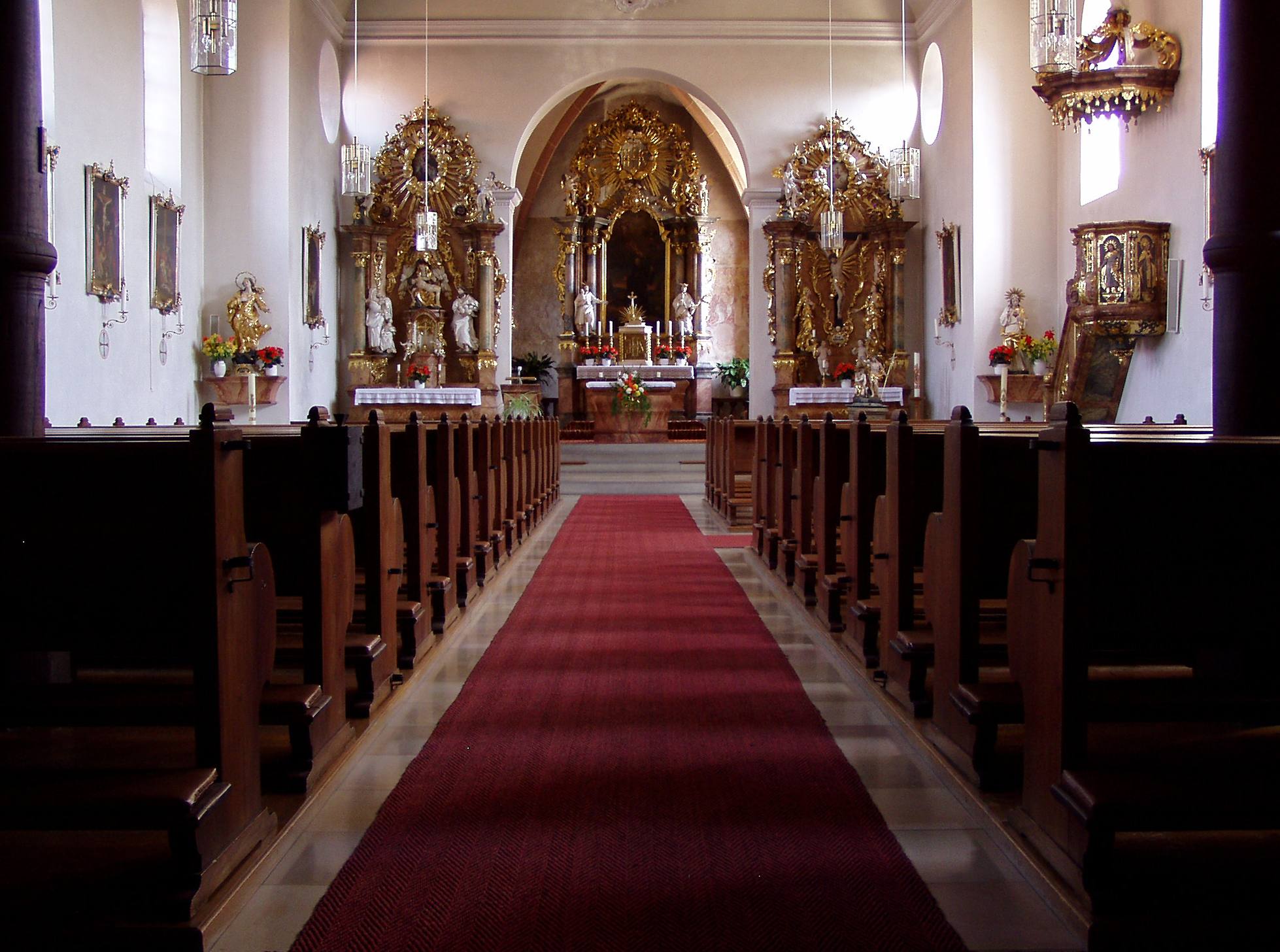
Innenraum von St. Gallus, Oberscheinfeld

- die Ruine Scharfeneck auf dem Schlossberg (ehemals Burg Scharfeneck)
- die katholische Pfarrkirche St. Gallus im Gemeindeteil Oberscheinfeld

### Steigerwaldklub
Ein am 15. Juli 1923 auf dem Schlossberg veranstaltetes und durch einen Eintrag in die Pfarrchronik belegtes Waldfest markiert die Anfänge des Zweigvereins Oberscheinfeld des Steigerwaldklubs. Schon früher hatten Naturfreunde aus dem Ort den Versuch unternommen, die Turmruine Scharfeneck zu einem Aussichtsturm auszubauen, sowie Zugangs- und Wanderwege zum Schlossberg zu schaffen.
1968 wurde der Verein wiedergegründet. 1971 wurden Wanderwege von einer Gesamtstrecke von 65 km angelegt und 1972 erfolgte die Vorlage einer Wanderkarte, die von Birklingen im Westen über Oberscheinfeld nach Oberrimbach im Osten reichte. Am 16. September 1973 wurde die Ruine Scharfeneck als Ausflugsort eingeweiht. Das Projekt war vom Landkreis Neustadt/Aisch-Bad Windsheim und vom Freistaat Bayern finanziell unterstützt worden. Die Mitglieder des Steigerwaldklubs organisieren eine „Turmbesatzung“, die an Sonn- und Feiertagen von Ostern bis in den Herbst hinein, den Aussichtsturm offen halten und die Touristen mit Getränken versorgen. Höhepunkt des Jahres ist das Waldfest am ersten Sonntag in den Sommerferien.
1999 hatte das eindringende Regenwasser einen Austausch der Holzplattform notwendig gemacht. Zwei Jahre später musste eine Grundsanierung des Mauerwerks vorgenommen werden. Die erheblichen Kosten wurden durch Zuschüsse der Gemeinde, des Landkreises, des Naturparks, des Bezirks Mittelfranken sowie durch zahlreiche Spenden gedeckt.

## Verkehr
Die Staatsstraße 2257 führt nach Ziegenbach zur Bundesstraße 286 (5 km westlich) bzw. über Prühl und Haag zur Anschlussstelle 76 (Geiselwind) der Bundesautobahn 3 (7,5 km nördlich). Die Staatsstraße 2421 führt über Stierhöfstetten und Greuth zur B 286 bei Rüdenhausen (8 km nordwestlich) bzw. über Burgambach nach Scheinfeld (5,5 km südlich). Die führt nach Erlabronn (2,7 km östlich).

## Persönlichkeiten

### Ehrenbürger
- Johann Enter, geboren am 16. September 1878 in Bamberg, Pfarrer in Wachenroth seit dem 1. Oktober 1930, Ehrenbürger der Gemeinden Oberscheinfeld und Wachenroth[53]

### Söhne des Ortes
- Konrad Franz Roßhirt (1793–1873), Rechtswissenschaftler und Hochschullehrer
- Eugen Rosshirt (1795–1872), Gynäkologe und Geburtshelfer